# Neoeuscelus longimanus
Neoeuscelus longimanus es una especie de coleóptero de la familia Attelabidae.

## Distribución geográfica
Habita en la Guayana Francesa y Brasil.